# Bečej
Bečej (in serbo Бечеј?; in ungherese Óbecse; in ruteno Бечей; in tedesco Altbetsche; in romeno Becei) è una città e una municipalità del Distretto della Bačka Meridionale al centro della provincia autonoma della Voivodina.

## Amministrazione

### Gemellaggi
- Miercurea Ciuc, dal 1995[2]